# Ratusz Arsenał
Ratusz Arsenał (w latach 2001–2006 Ratusz) – stacja linii M1 metra w Warszawie zlokalizowana przy placu Bankowym w rejonie ul. Andersa i al. „Solidarności”.

## Opis stacji
Stacja dwukondygnacyjna – peron oraz antresola. Peron-wyspa o szerokości 12 m i długości 120 m. Na stacji, po obu stronach peronu znajdują się schody ruchome i stacjonarne oraz winda. Stacja jest utrzymana w kolorach szaro-srebrnym. Na terenie stacji znajdują się: punkty handlowo-usługowe, toalety i bankomat. Stacja na poziomie antresoli spełnia też funkcję przejścia podziemnego. Na tej stacji znajduje się defibrylator. Na terenie stacji jest też punkt obsługi pasażerów ZTM.

### Zmiana nazwy stacji
31 sierpnia 2006 podjęto uchwałę o zmianie nazwy stacji. Początkowo planowano zmianę nazwy na Arsenał, dla upamiętnienia akcji pod Arsenałem. Ostatecznie zatwierdzono zmianę z Ratusz na Ratusz Arsenał (bez łącznika). Zmiana weszła w życie 29 grudnia 2006 wraz z przyłączeniem do I linii stacji Marymont, lecz dopiero od 12 stycznia lektor w pociągach zaczął odczytywać nazwę stacji według nowego wzoru. 26 marca 2007 r. ok. godz. 17:30 odbyła się uroczystość zmiany nazwy stacji na Ratusz Arsenał. Odsłonięcie nowej nazwy nastąpiło, przy wyjściu ze stacji od strony ul. Długiej, w 64 rocznicę akcji pod Arsenałem.
Projekt stacji: Biuro Projektów AiB-Gen.Projektant arch.Zdzisław Kostrzewa
Wnętrza-Agencja 3A -Agnieszka Sadkowska, Mirosław Duchowski